# Nemastylis
Nemastylis é um género botânico pertencente à família Iridaceae.